# Герб Лихославля и Лихославльского района
Герб города Лихославль и Лихосла́вльского района Тверской области Российской Федерации.
Герб утверждён Решением № 305 Совета депутатов Лихославльского района 12 мая 2000 года.
В соответствии со ст.4 «Районная символика» Положения о гербе города Лихославль:
4.1. Ввиду разделения функций администрации города Лихославль и администрации Лихославльского района герб города может служить также официальным районным символом и употребляться в районном масштабе.
4.2. В случае соединения органов самоуправления города и района герб остается исключительной принадлежностью города как муниципального образования.
Герб внесён в Государственный геральдический регистр Российской Федерации под регистрационным номером 625.

## Описание герба
« В зелёном поле червлёный (красный), тонко окаймлённый золотом крест, обременённый золотым равноконечным крестом с двуклинчатыми концами, ромбоидально пробитым посередине».

## Обоснование символики
Фигуры герба языком аллегории указывают на исторические, социально-экономические и национально-культурные особенности района.
Окаймлённый золотом красный крест — символ мужества, жизни и процветания. Золотое окаймление образует крест скандинавского типа, характерного для геральдики северных народов (карел, финнов, шведов, норвежцев, датчан и т д.).
В центре красного поля креста в виде золотого креста помещено изображение «карельской звезды» — популярного сюжета северорусской и карельской народной вышивки.
Звезда — знак возрождения и путеводности, символ славы и света.
Цветовая гамма герба соответствует русской и карельской традициям.
Крест и звезда свидетельствуют о том, что район является центром проживания карельского народа, нашедшего свою родину на тверской земле.
Автор герба: Владимир Лавренов.